# Jörg Grunzig
Jörg Grunzig (* 5. März 1938 in Rostock; † 19. Januar 2012 in Berlin) war ein deutscher Radrennfahrer.

## Sportliche Laufbahn
Grunzig war im Straßenradsport und in der DDR aktiv. Er begann bei der BSG Motor Rostock mit dem Radsport und wurde mit 19 Jahren zum SC Dynamo Berlin delegiert. Grunzig war Ende der 1950er und Anfang der 1960er Jahre Mitglied der Nationalmannschaft. Er startete unter anderem zweimal in der Polen-Rundfahrt. 1960 siegte er im Eintagesrennen Rund um die Braunkohle vor Manfred Weißleder. Grunzig gewann 1960 das zweite innerdeutsche Olympia-Ausscheidungsrennen Rund um Dortmund vor Bernhard Eckstein und Ludwig Troche. 1958 wurde er Vize-Meister im Mannschaftszeitfahren in der DDR. Zweiter wurde er auch 1960 in der Rumänien-Rundfahrt und Dritter bei Rund um Berlin.
Er gehörte mehrfach zum Kader für die Internationale Friedensfahrt, wurde aber nie für das Etappenrennen nominiert.

## Berufliches
Grunzig war später als Physiotherapeut beim SC Dynamo Berlin tätig.